# Stubache
Stubache är ett vattendrag i Österrike.   Det ligger i förbundslandet Salzburg, i den centrala delen av landet, 300 km väster om huvudstaden Wien.
Omgivningarna runt Stubache är en mosaik av jordbruksmark och naturlig växtlighet. Runt Stubache är det ganska glesbefolkat, med 34 invånare per kvadratkilometer.